# Stendal
Stendal település Németországban, azon belül Szász-Anhalt tartományban. Lakosainak száma 38 946 fő (2023. december 31.).

## Népesség
A település népességének változása:
| Lakosok száma | 39 822 | 39 439 | 38 359 | 39 105 | 38 946 |
|               | 2017   | 2019   | 2021   | 2022   | 2023   |